# Patricia Anthony
Patricia Marie Anthony (n. 29 martie 1947, San Antonio, Texas, SUA – d. 2 august 2013) a fost o scriitoare americană de science fiction și slipstream.

## Biografie și carieră
Anthony a publicat primul său roman science fiction în 1992, Cold Allies, despre sosirea extratereștrilor în mijlocul unui al treilea război mondial din secolul XXI. Acesta a fost urmat de Brother Termite, Conscience of the Beagle, The Happy Policeman, Cradle of Splendor și God's Fires, în fiecare dintre aceste romane a combinat intriga science fiction cu alte genuri în moduri neconvenționale. Câteva dintre lucrările ei de ficțiune scurtă au fost republicate în colecția din 1998 Eating Memories. 
Cea mai cunoscută și mai apreciată lucrare a lui Anthony este probabil Brother Termite din 1993, o poveste despre intrigi politice povestită din perspectiva conducătorului extratereștrilor care au ocupat Statele Unite. James Cameron a cumpărat drepturile de ecranizare ale acestui roman și John Sayles a scris un scenariu, dar filmul nu a fost produs.
După succesul său inițial, Anthony a predat scrierea creativă la Universitatea Metodistă de Sud timp de trei ani și, pe măsură ce cariera ei a progresat, s-a îndepărtat mai mult de granițele tradiționale ale genului science fiction. Romanul ei din 1998 Flanders - povestea extrem de metafizică a unui trăgător american în armata britanică în timpul Primului Război Mondial - a reprezentat o despărțire de trecutul ei de science fiction și de editura Ace Books. A fost un succes critic, dar nu comercial. 
După publicarea Flanders, Anthony a încetat să mai scrie science fiction pentru a lucra ca scenarist, deși niciunul dintre scenariile sale nu au fost filmate. Anthony a finalizat un nou roman în 2006, nepublicat. 
Anthony a trăit în Brazilia în anii 1970 și mai târziu s-a bazat pe acea experiență pentru scrierea romanului Cradle of Splendor. 

## Vezi și
- Listă de scriitori de literatură științifico-fantastică